# Sombo Mateta
Sombo Mateta – kongijski piłkarz grający na pozycji bramkarza. W swojej karierze grał w reprezentacji Zairu.

## Kariera reprezentacyjna
W 1976 roku Mateta został powołany do reprezentacji Zairu na Puchar Narodów Afryki 1976. Zagrał w nim w dwóch meczach grupowych: z Nigerią (2:4) i z Marokiem (0:1).